# Mickey Cochrane
Gordon Stanley „Mickey“ Cochrane (* 6. April 1903 in Bridgewater, Massachusetts; † 28. Juni 1962 in Lake Forest, Illinois) war ein US-amerikanischer Baseballspieler und -manager in der Major League Baseball (MLB). Sein Spitzname war Black Mike.

## Leben
Mickey Cochrane genoss seine Schulausbildung an der Boston University, an der er in fünf verschiedenen Sportarten spielte. Unter anderem wurde er im Football-Team seiner Universität als Quarterback, Punter und Runningback eingesetzt. Als professioneller Sportler entschied er sich für eine Karriere im Baseball. Sein Debüt in der American League gab er am 14. April 1925 gemeinsam mit Lefty Grove bei den Philadelphia Athletics. In seinem ersten Auftritt als Schlagmann gelang dem Catcher gleich ein Single. Durch seine außerordentlichen Offensivfähigkeiten entwickelte sich Cochrane gleich zum Stammspieler und durchschlagkräftigsten Catcher seiner Zeit. Am 21. Mai 1925 gelangen ihm drei Home Runs in einem Spiel gegen die St. Louis Browns.
Mit den Athletics spielte Cochrane in drei World Series. 1929 und 1930 gewannen die Athletics gegen die Chicago Cubs und die St. Louis Cardinals, denen sie 1931 in sieben Spielen unterlagen. 1928 war Cochrane zum MVP der American League gewählt worden. Sein bestes Jahr in Philadelphia war 1930, er erreichte einen Schlagdurchschnitt von 35,7 %, schlug zehn Home Runs und konnte 85 RBI erreichen.
1934 baute Connie Mack das Team der Athletics aus finanziellen Gründen um und verkaufte Cochrane an die Detroit Tigers. Bei den Tigers war er gleichzeitig Spieler und Manager bis 1937. 1934 erreichte er das erste Mal mit den Tigers die World Series, unterlag aber wie schon in Philadelphia den Cardinals in sieben Spielen. In diesem Jahr konnte Cochrane seine zweite MVP-Auszeichnung in der American League entgegennehmen. 1935 konnte er dann auch als Manager seinen ersten Titel feiern, die Chicago Cubs wurden in sechs Spielen bezwungen.
Am 25. Mai 1937 endete die Spielerkarriere von Mickey Cochrane. Im Spiel gegen die New York Yankees wurde er von deren Pitcher Bump Hadley am Kopf getroffen und musste mit lebensgefährlichen Verletzungen (drei Schädelfrakturen) ins Krankenhaus eingeliefert werden. Die Ärzte empfahlen dem 34-Jährigen, keinen Baseball mehr zu spielen. Nach seinem Krankenhausaufenthalt kehrte er am 26. Juli als Manager zurück zu den Tigers. Allerdings hatte er durch die Schwere seiner Verletzungen an Enthusiasmus eingebüßt und wurde dann am 6. August 1938 von den Tigers entlassen.
Gemeinsam mit Bill Dickey von den Yankees diente Cochrane im Zweiten Weltkrieg für die US Navy, die so zwei der besten Catcher ihrer Zeit in ihren Reihen hatte. Im Jahre 1947 wurde Cochrane in die Baseball Hall of Fame aufgenommen. 1962 verstarb er im Alter von 59 Jahren an einer Krebserkrankung.